# Escuts dels estats de Mèxic
Com a herència de la tradició espanyola d'atorgar a les viles i ciutats un escut d'armes, a Mèxic tots els estats i Ciutat de Mexic posseeixen un escut d'armes, que simbolitza a l'estat. En alguns casos, sobretot en els dels estats que van ser creats a partir d'antigues ciutats colonials com Campeche, Villahermosa, Veracruz o Zacatecas, l'escut els va ser atorgat pel Rei d'Espanya i posteriorment va ser adoptat per a tot l'estat corresponent.

## Galeria

Aguascalientes
Baixa Califòrnia
Baixa Califòrnia Sud
Chiapas
Campeche
Chihuahua
Coahuila
Colima
Durango
Guerrero
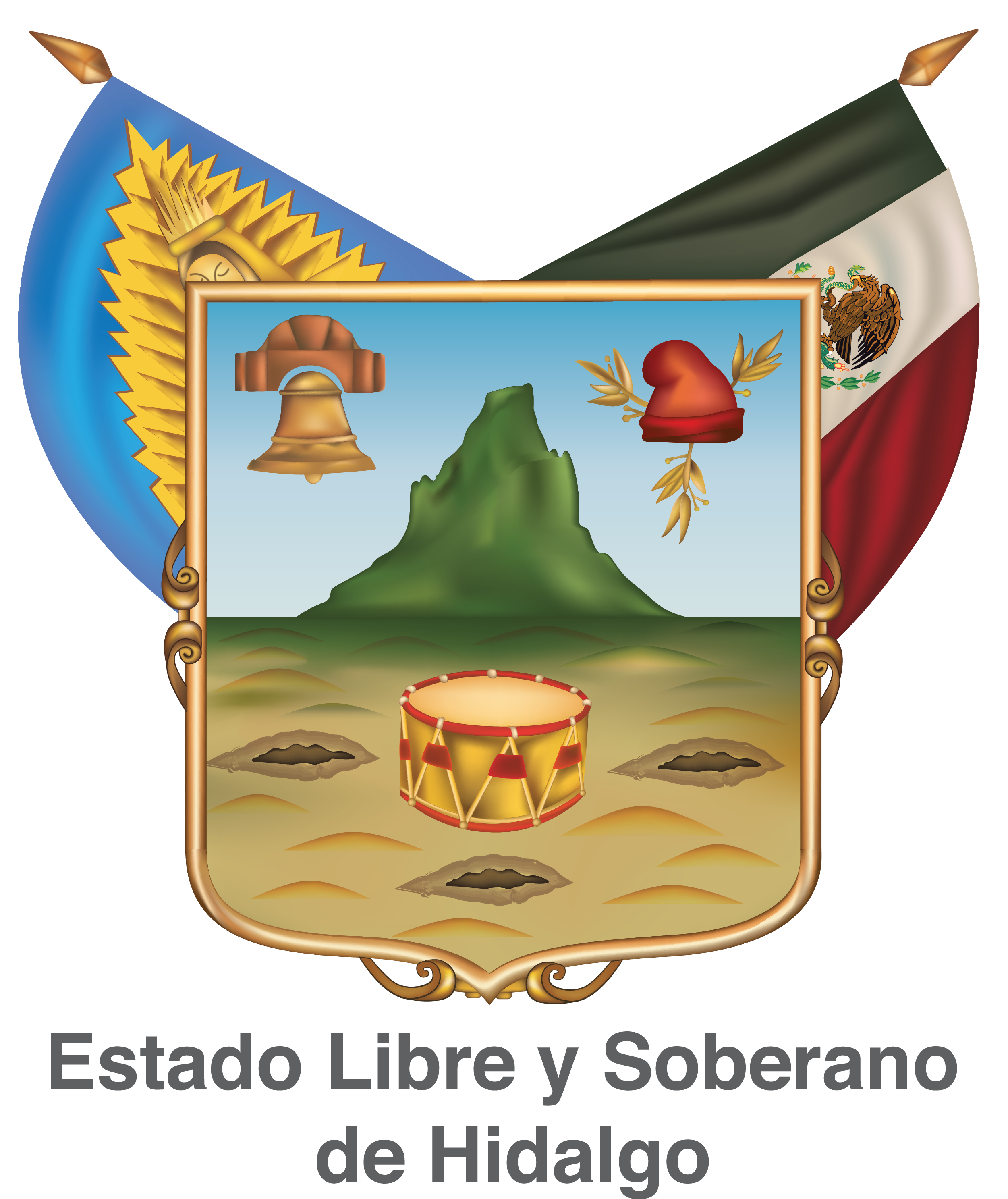
Hidalgo
Jalisco
Michoacán
Morelos
Nayarit
Oaxaca
Puebla
Querétaro
Quintana Roo
San Luis Potosí
Sinaloa
Sonora
Tabasco
Tamaulipas
Estat de Tlaxcala
Veracruz
Yucatán
Ciutat de Mèxic